# مهرجان موڭا
مهرجان موڭا ويختصر تحت الإسم الفرنسي (Moga) هو مهرجان موسيقي إلكتروني يقام سنويًا في الصويرة بالمغرب، مستوحى من زينة مسلسل صراع العروش.

## تاريخ المهرجان
أنشئ المهرجان على يد سه ماثيو كوروزين عام 2016، وهو حدث مخصص للموسيقى المعاصرة والفنون الرقمية. مستوحى من زينة مسلسل صراع العروش في الصويرة لربط الموسيقيين العالميين والفنانين المغاربة بفن الڭناوة و بثقافة الموسيقى الإلكترونية. يمثل المهرجان كل عام الموسيقى المغربية والإلكترونية التقليدية للمشاريع الأصلية التي تم إنشاؤها في هذه المدينة، التي يتم تقديمها على خشبة المسرح خلال المهرجان.

## برمجة المهرجان
يدعو مهرجان موڭا الفنانين الهواة والفرق الموسيقية لتقديم عروض في هذا الحدث لمدة 5 أيام. و يساهم في دعم الموسيقيين الشباب بواسطة المشاركات و تقديم عروض أمام الجَمهور. يحتوي المهرجان أيضًا على أنشطة وورش عمل إلى جانب الموسيقى.

## أنظر كذلك
- الڭناوة
- الصويرة
- مهرجان كناوة وموسيقى العالم